# Max Weiler
Max Weiler (Winterthur, 25 settembre 1900 – Zurigo, 1º settembre 1969) è stato un allenatore di calcio e calciatore svizzero, di ruolo difensore.

## Palmarès

### Giocatore

#### Club
- Campionato svizzero: 4

Grasshoppers: 1926-1927, 1927-1928, 1930-1931, 1936-1937
- Coppa Svizzera: 4

Grasshoppers: 1926-1927, 1931-1932, 1933-1934, 1936-1937

#### Nazionale
- Argento olimpico: 1

Parigi 1924